# Danmarks Underholdningsorkester
Danmarks Underholdningsorkester (tidligere DR UnderholdningsOrkestret, RadioUnderholdningsOrkestret (RUO) eller Radioens Underholdningsorkester. På engelsk: Danish Chamber Orchestra) er et orkester der tidligere var tilknyttet Danmarks Radio. Det er dels et klassisk symfoniorkester (i lighed med det 99 mand store DR Radiosymfoniorkestret), dels et ledsageorkester til koncerter med populærmusik. Orkestret består af 42 musikere.
Danmarks Underholdningsorkester blev grundlagt i 1939. Oprindeligt var det Louis Preils ensemble, der blev fastansat.[kilde mangler] Gennem stadige udvidelser nåede Underholdningsorkestret efterhånden en orkesterstamme på 60 musikere. Senere nedbygninger og ændring af orkestrets profil har udmøntet sig i dagens besætningsstørrelse. I 1999 tiltrådte Ádám Fischer som chefdirigent og under hans ledelse har orkestret fået ry som et særdeles kompetent Mozart-orkester. Orkestrets 1. gæstedirigent, David Firman, tager sig primært af de ikke-klassiske koncerter som de slotskoncerter, som orkestret siden 1993 har lavet i Ledreborg Slotspark. Markante kapelmestere i Underholdningsorkestrets historie har været Teddy Petersen, Kai Mortensen, Grethe Kolbe og Børge Wagner.
DR meddelte i en pressemeddelese den 8. september 2014, at DR UnderholdningsOrkesteret nedlægges pr. 1. januar 2015. Flere af de borgerlige partier, samt Enhedslisten, forsøgte at redde orkestret, men den 9. december traf Marianne Jelved den endegyldige beslutning om at lukke orkestret med årets udgang.
Den 12. december blev det annonceret at orkestret ville modtage prisen "Best Collection" ved International Classical Music Awards, 2015 i Ankara for deres samlede udgivelse af Mozarts symfonier. Offentliggørelsen blev fremskyndet grundet nedlæggelsen af orkestret og juryformanden opfordrede Danmarks Radio og Kulturministeriet til at "tage ethvert muligt skridt for at redde orkestret".
Orkesteret fortsætter i privat regi.

## Indspilninger
I 1978 indspillede DR Underholdningsorkesteret under ledelse af Palle Mikkelborg musikken til TV-serien Strandvaskeren. Musikken er komponeret af Hans-Erik Philip og solo trompeten spilles af Dizzy Gillespie.